# Арсе, Хуан Карлос (футболист)
Хуа́н Ка́рлос А́рсе Хустиниа́но (исп. Juan Carlos Arce Justiniano; 10 апреля 1985, Санта-Крус-де-ла-Сьерра) — боливийский футболист, нападающий клуба «Олвейс Реди». Выступал за сборную Боливии. Первый в истории боливиец, сыгравший в чемпионате России по футболу.

## Карьера
Воспитанник юношеской футбольной академии «Тауичи». В 2003 году подписал контракт с клубом высшего боливийского дивизиона «Ориенте Петролеро». В 2006 году недолго выступал на правах аренды за «Португезу», проведя три матча. В 2007 году играл в аренде в «Коринтиансе», за который сыграл 18 матчей и забил 2 гола в чемпионате страны, а также забил 2 гола в Кубке Бразилии, после смены тренера потерял место в составе; в том сезоне «Коринтианс» вылетел из высшей лиги. Затем недолго играл в Катаре и Южной Корее. В 2009 году вернулся в «Ориенте Петролеро», после играл в аренде в «Спорт Ресифи» и в грозненском «Тереке».
В составе боливийской сборной принял участие в Кубках Америки 2004 и 2007 года.

## Международная
Первый вызов в сборную Боливии Арсе получил в 2004 году. Со сборной Боливии участвовал на пяти Кубках Америки в 2004, 2007, 2011, 2016 и 2021 годах.